# Ligyra orcus
Ligyra orcus är en tvåvingeart som först beskrevs av Walker 1849.  Ligyra orcus ingår i släktet Ligyra och familjen svävflugor. Inga underarter finns listade i Catalogue of Life.